# Port lotniczy Tandil
Port lotniczy Tandil (IATA: TDL, ICAO: SAZT) – port lotniczy położony 18 km na północny zachód od Tandil, w prowincji Buenos Aires, w Argentynie.